# Gas lacrimógeno

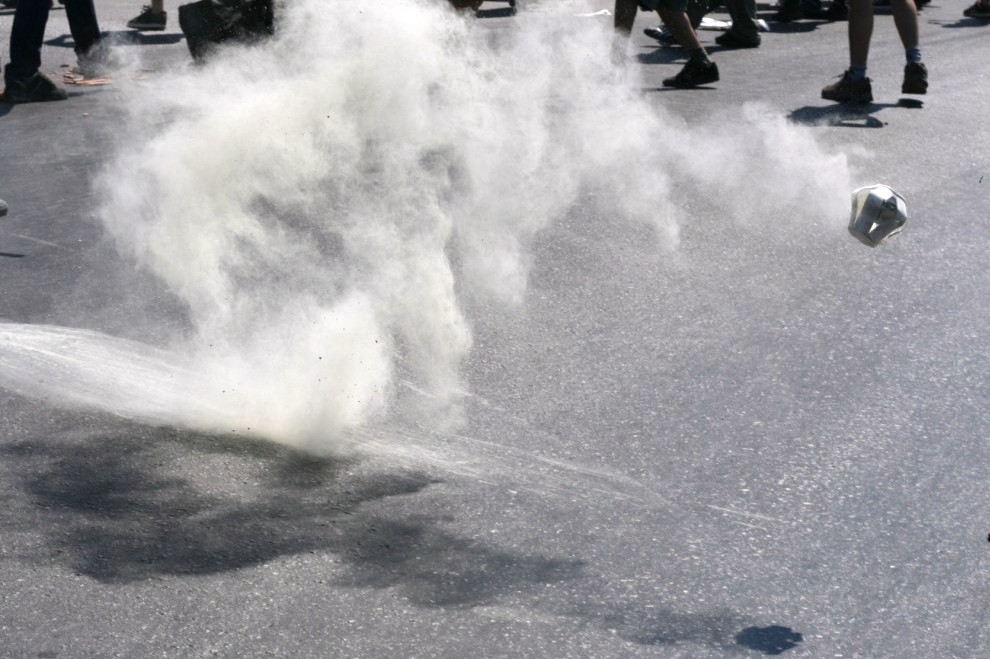
Bomba lacrimógena rebotando recién explotada, lanzada contra estudiantes de Grecia.

Un gas lacrimógeno es un tipo de arma química. Fueron utilizados en la Primera Guerra Mundial (1914-1918) y en la actualidad son armas antidisturbios y pueden llegar a ser disparados para provocar lagrimeo, irritación y ceguera temporal. Los compuestos químicos utilizados más habitualmente son el bromuro de bencilo o el gas CS (o-clorobenzilideno malononitrilo).

## Función
Cualquier compuesto químico que produzca estos efectos se puede llamar lacrimógeno, pero “agente de control antidisturbios” o “gas lacrimógeno” implica un producto químico lacrimógeno escogido por su baja toxicidad, pero de todas maneras sigue siendo letal.
Estos productos químicos se utilizan para dispersar un disturbio, ya que pueden producir rápidamente irritación o incapacitación sensorial, que desaparecen tras cesar la exposición. También se pueden utilizar en la guerra química, aunque su uso en guerra es una violación de la Convención sobre Armas Químicas (Convenios de Ginebra).
El gas lacrimógeno es un término general para cualquier compuesto químico que se utilice para incapacitar temporalmente mediante la irritación de los ojos o del aparato respiratorio. El gas lacrimógeno se utiliza como aerosol de mano o en forma de granada. Es ampliamente utilizado por las fuerzas de policía para dominar a la gente durante un arresto o una situación de disturbio. Para combatir sus efectos se puede beber leche o mascar limón para contrarrestar el ardor en boca y garganta, a su vez para amainar el ardor en los ojos se puede aplicar agua mezclada con bicarbonato en los mismos.
Los gases lacrimógenos populares son los irritantes oculares, y el irritante respiratorio aerosol de pimienta. Estos gases se suelen disparar en botes que emiten gas a un ritmo fijo.

## Usos

### Guerra
Durante la Primera Guerra Mundial, se utilizaron varias formas de gas lacrimógeno en combate y el gas lacrimógeno fue la forma más común de arma química utilizada. Ninguno de los beligerantes creía que el uso de gases irritantes violaba la Convención de La Haya de 1899 que prohibía el uso de "veneno o armas envenenadas" en la guerra. El uso de armas químicas escaló durante la guerra a gases letales, después de 1914 (durante el cual solo se usaron gases lacrimógenos).
El Servicio de Guerra Química de los Estados Unidos desarrolló granadas de gas lacrimógeno para su uso en el control de disturbios en 1919.
El uso de gases lacrimógenos en la guerra, como con todas las demás armas químicas, estaba prohibido por el Protocolo de Ginebra de 1925: prohibía el uso de "gas asfixiante o cualquier otro tipo de gas, líquidos, sustancias o materiales similares", un tratado que la mayoría de los estados lo han firmado. El uso policial y de autodefensa civil no está prohibido de la misma manera.
El gas lacrimógeno fue utilizado en combate por Italia en la Segunda Guerra Italo-Etíope, por Japón en la Segunda Guerra Sino-Japonesa, por España en la Guerra del Rif y por los Estados Unidos en la Guerra de Vietnam, y el conflicto Israel-Palestina.
La exposición a los gases lacrimógenos es un elemento de los programas de entrenamiento militar, generalmente como un medio para mejorar la tolerancia de los alumnos a los gases lacrimógenos y fomentar la confianza en la capacidad de su equipo de protección para prevenir la exposición a las armas químicas.

### Control de disturbios
La policía suele utilizar ciertos agentes lacrimógenos, sobre todo gases lacrimógenos, para controlar disturbios. [6] En algunos países (por ejemplo, Finlandia, Australia y Estados Unidos), otra sustancia común es la maza. La forma de arma de autodefensa de la maza se basa en spray de pimienta que viene en pequeñas latas de spray. Las versiones que incluyen CS están fabricadas para uso policial. El bromuro de xililo, CN y CS son los más antiguos de estos agentes. CS es el más utilizado. El CN tiene la toxicidad más registrada.
Las advertencias típicas del fabricante en los cartuchos de gas lacrimógeno indican "Peligro: no disparar directamente a la(s) persona(s). Pueden producirse lesiones graves o la muerte". Las pistolas de gas lacrimógeno no tienen un ajuste manual para ajustar el alcance de disparo. La única forma de ajustar el alcance del proyectil es apuntar hacia el suelo en el ángulo correcto. Una puntería incorrecta alejará las cápsulas de los objetivos, lo que provocará un riesgo para los que no son objetivos.

### Contramedidas
Se puede usar una variedad de equipos de protección, incluidas máscaras de gas y respiradores. En situaciones de control de disturbios, los manifestantes a veces usan equipo (además de simples trapos o ropa para cubrir la boca) como gafas de natación y botellas de agua adaptadas.
Activistas en Estados Unidos, República Checa, Venezuela y Turquía han informado que usan soluciones antiácidas como Maalox diluido con agua para repeler los efectos de los ataques con gas lacrimógeno, y la química venezolana Mónica Kräuter recomienda el uso de antiácidos y bicarbonato de sodio.  También ha habido informes de que estos antiácidos son útiles para los gases lacrimógenos, y para el dolor cutáneo inducido por la capsaicina.
Durante las protestas de Hong Kong de 2019, los manifestantes de primera línea se volvieron expertos en extinguir el gas lacrimógeno: formaron equipos especiales que entran en acción tan pronto como se dispara. Estas personas generalmente usan ropa protectora, incluidos guantes a prueba de calor, o se cubren los brazos y las piernas con una película adhesiva para evitar la irritación dolorosa de la piel. A veces, los botes se recogen y se arrojan a la policía o se apagan inmediatamente con agua, o se neutralizan con objetos como conos de tráfico. Comparten información sobre modelos de filtros de respirador 3M que han demostrado ser más efectivos contra los gases lacrimógenos y dónde se pueden comprar esos modelos. Otros voluntarios llevan soluciones salinas para enjuagar los ojos de los afectados. De manera similar, en el contexto de las manifestaciones de 2019 en Chile, hubo voluntarios dedicados a la recolección e intento de extinción de las granadas de gas lacrimógeno.

## Riesgos
Al igual que con todas las armas no letales o menos letales, existe el riesgo de lesiones permanentes graves o la muerte cuando se utilizan gases lacrimógenos. Esto incluye los riesgos de ser golpeado por cartuchos de gas lacrimógeno que pueden causar hematomas severos, pérdida de la vista o fractura de cráneo, lo que resulta en la muerte inmediata. También se ha informado de un caso de lesión vascular grave por proyectiles de gas lacrimógeno en Irán, con altas tasas de lesión nerviosa asociada (44%) y amputación (17%), así como casos de lesiones en la cabeza de jóvenes. Los nuevos hallazgos sugieren que los cambios menstruales son uno de los problemas de salud más comúnmente reportados en las mujeres.
Si bien las consecuencias médicas de los gases en sí se limitan típicamente a una inflamación leve de la piel, también son posibles complicaciones tardías. Las personas con afecciones respiratorias preexistentes, como el asma, corren un riesgo especial. Es probable que necesiten atención médica y, en ocasiones, pueden requerir hospitalización o incluso asistencia respiratoria. La exposición de la piel al CS puede causar quemaduras químicas o inducir dermatitis alérgica por contacto. Cuando las personas son golpeadas a quemarropa o están gravemente expuestas, las lesiones oculares que implican cicatrices en la córnea pueden provocar una pérdida permanente de la agudeza visual. Los niveles altos o frecuentes de exposición conllevan un mayor riesgo de enfermedad respiratoria.
En las protestas chilenas 2019-2020 varias personas han sufrido pérdida total y permanente de la visión en uno o ambos ojos como resultado del impacto de granadas de gas lacrimógeno.
La mayoría (2116; 93,8%) de los manifestantes que informaron haber estado expuestos a gases lacrimógenos durante las protestas de 2020 en Portland, Oregón (EE. UU.) informaron problemas de salud físicos (2114; 93,7%) o psicológicos (1635; 72,4%) que experimentaron inmediatamente después (2105 ; 93,3%) o días después (1944; 86,1%) de la exposición. La mayoría (1233; 54,6%) de los encuestados que informaron haber estado expuestos a gases lacrimógenos durante las protestas de 2020 en Portland, Oregón (EE. UU.) también informaron que recibieron o planearon buscar atención médica o mental para sus problemas de salud relacionados con los gases lacrimógenos. Se ha demostrado que los problemas de salud asociados con la exposición al gas lacrimógeno a menudo requieren atención médica.